# Octave Van Rysselberghe
Octave Van Rysselberghe (Minderhout, 22 luglio 1855 – Nizza, 30 marzo 1929) è stato un architetto belga.

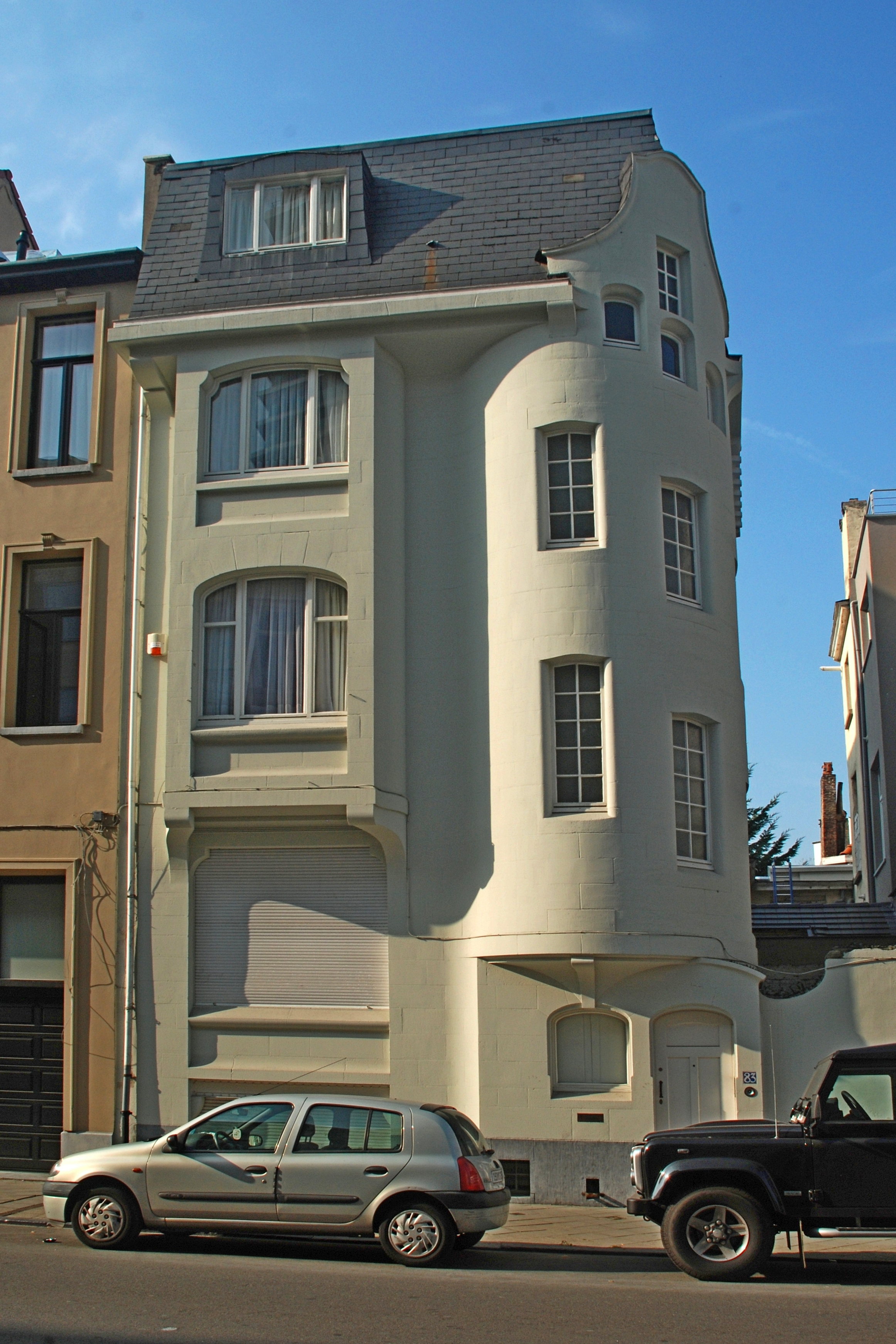
Casa di Van Rysselberghe

Fu un esponente dell'Art Nouveau in architettura.

## Biografia
Octave Van Rysselberghe nacque in un sobborgo presso Anversa. Era il fratello di Théo, pittore neo-impressionista, e di Charles, architetto ad Ostenda e a Gent.
Studiò all'Accademia Reale di Belle Arti di Gent ed ebbe come maestro Adolphe Pauli che lo formò nella tradizione neo-classica ispirata al Rinascimento italiano.
Dopo un soggiorno in Italia fece il suo tirocinio presso lo studio di Joseph Poelaert (1817-1879) durante la progettazione e la costruzione del Palazzo di Giustizia di Bruxelles.
Nel 1882 iniziò la realizzazione dell'Hotel Goblet d'Alvielle.
Nel 1894 e nel 1896 collaborò con l'architetto Henry van de Velde per la costruzione degli alberghi Otlet e De Brouckère, in uno stile Art Nouveau assai classico e sobrio.
Dal 1895 al 1905 progettò e realizzò, per la Compagnia dei Grandi Alberghi Europei, diversi complessi turistici a Ostenda, Cherbourg, Monte Carlo, San Pietroburgo e Tunisi.
Morì a Nizza nel 1929.

## Opere

### Realizzazioni principali
- Hotel Otlet (arredi e decorazioni interne di Henry van de Velde)
- Grand Hotel Bellevue

### Edifici in stile eclettico ispirati al rinascimento italiano
- 1882 - Hotel Goblet d'Alviella a Bruxelles

### Edifici in stile Art Nouveau
- 1894 - Hotel Otlet a Bruxelles
- 1898 - Hotel De Brouckère a Bruxelles

### Edifici in stile eclettico d'ispirazione Art Nouveau
- 1909 - Grand Hotel Bellevue (detto "La Rotonda") a Westende (costa belga)
- 1912 - Casa Van Rysselberghe a Bruxelles

### Altri edifici
- 1910 - Villa "Le Pin" a Le Lavandou, in Provenza
- 1911 - Residenza del fratello Theo a Saint-Clair di Lavandou

## Galleria d'immagini

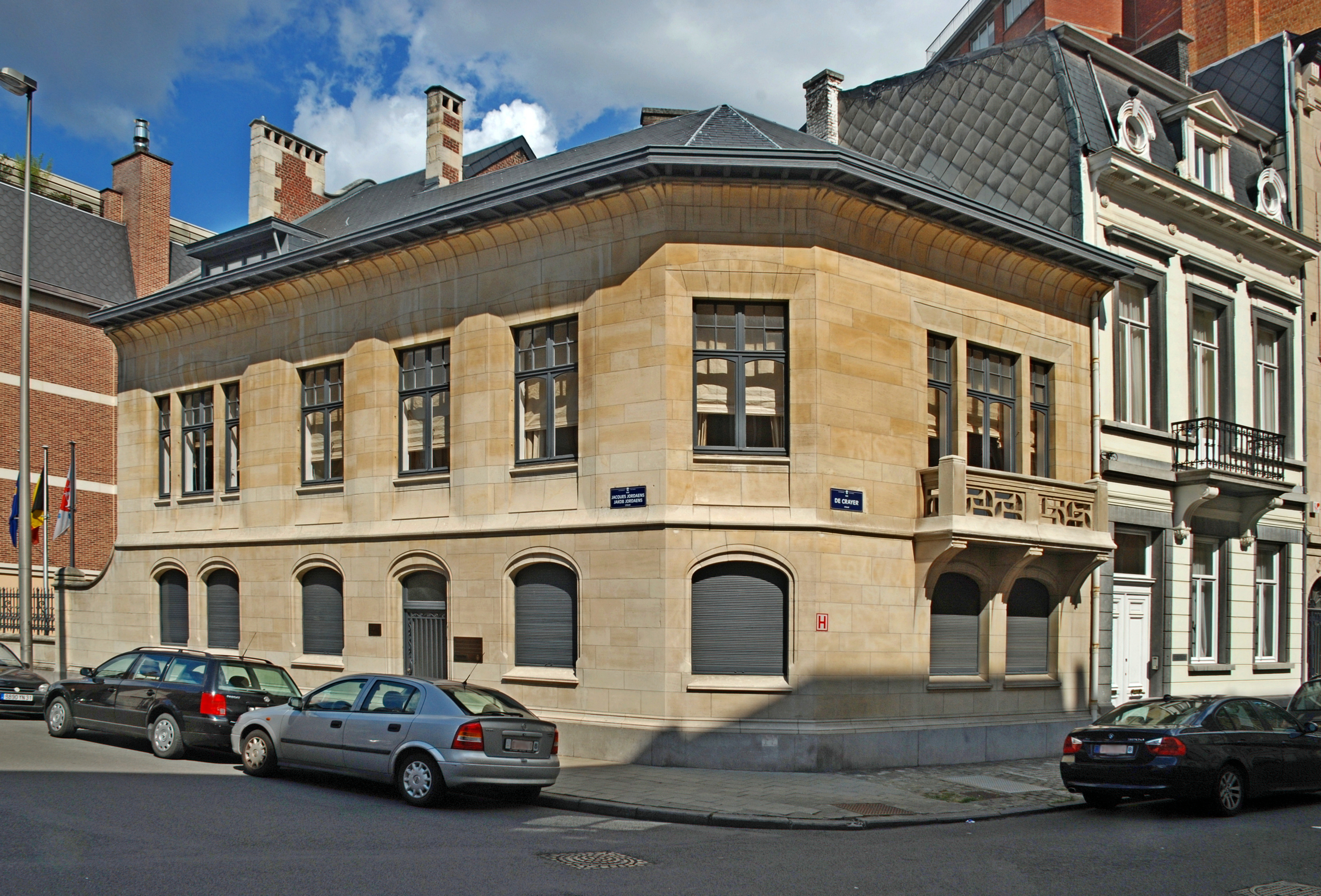
L'Hotel De Brouckère
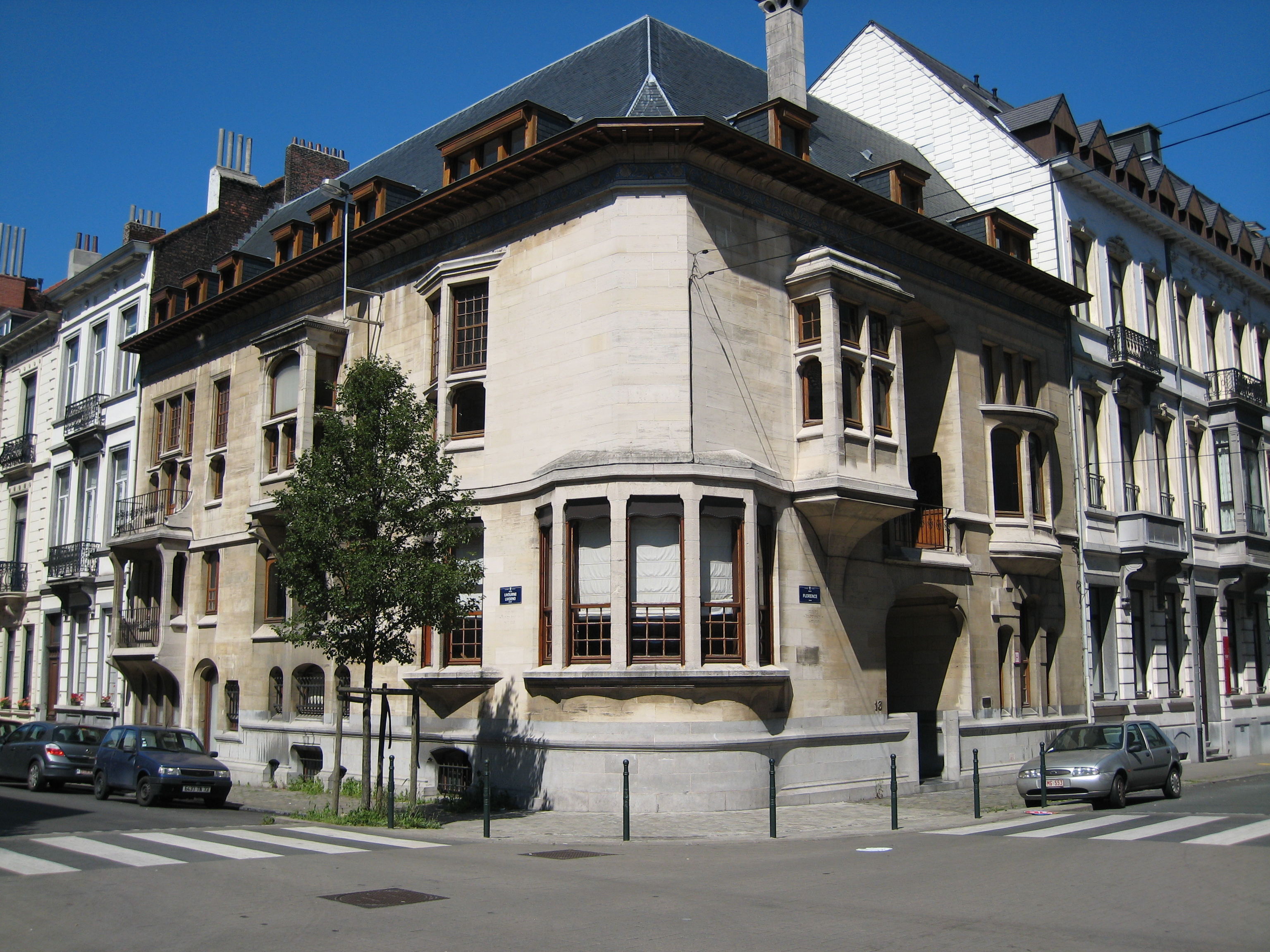
L'Hotel Otlet
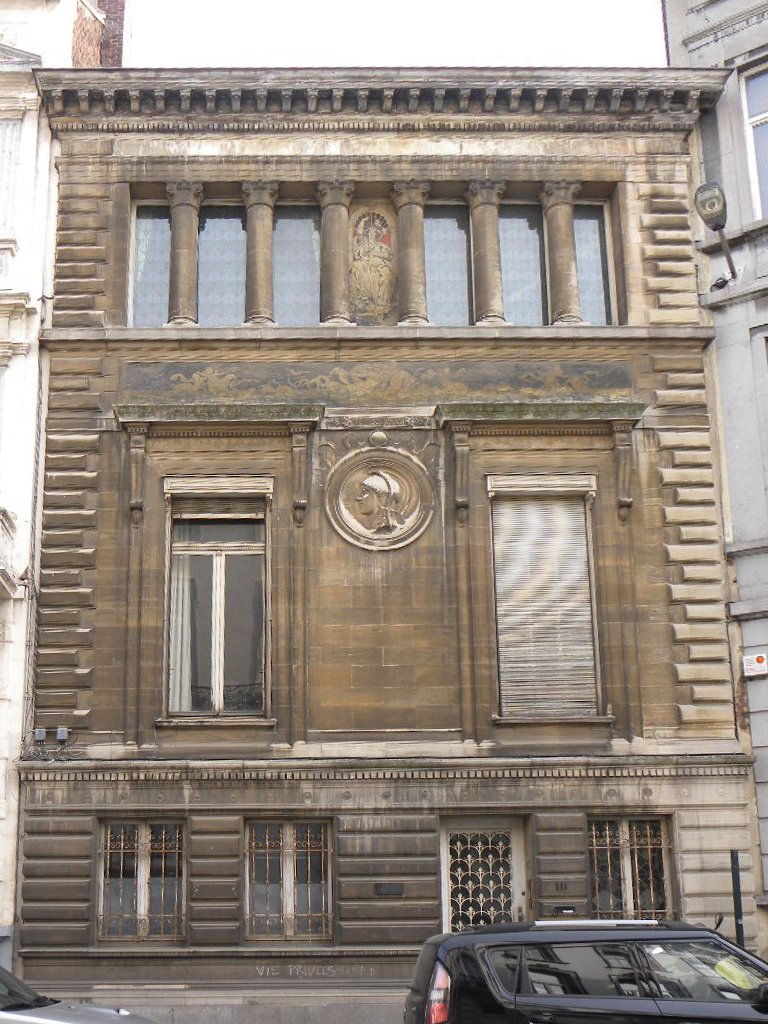
L'Hotel Goblet d'Alviella
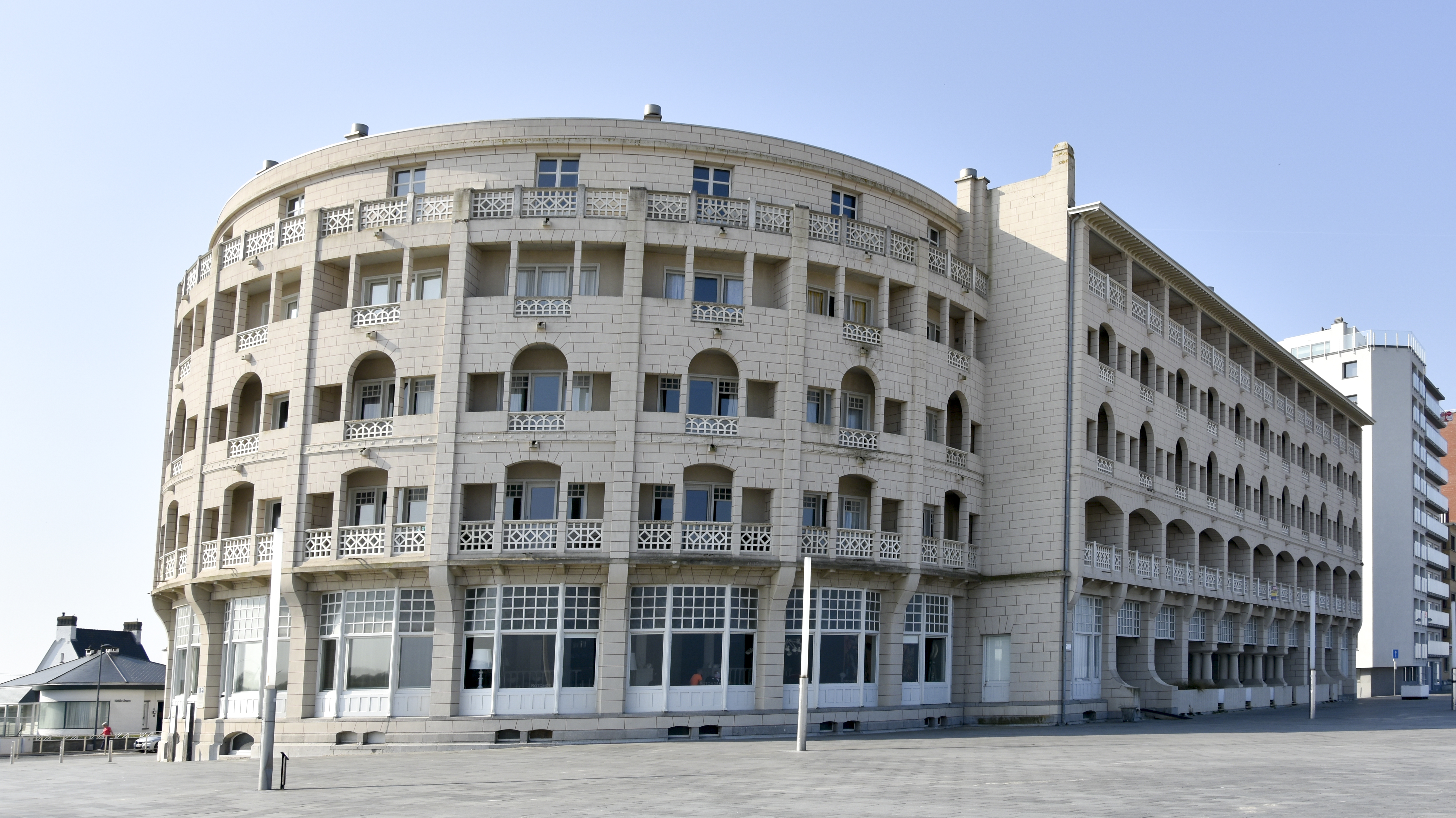
L'Hotel Bellevue